# Ozeáš

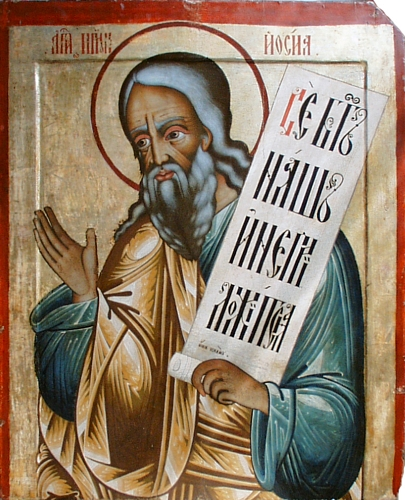
Ruská ikona z počátku 18. století

Ozeáš (hebr. הושֵעַ Hóšéaʿ) je jeden ze starozákonních proroků. Jediné informace, které o něm máme, pocházejí z Knihy proroka Ozeáše, která obsahuje jeho výroky.
Prorok žil za izraelského krále Jeroboáma II. a za judských králů Uziáše, Jótama a Achaza, tj. v polovině 8. století př. n. l.. Působil v Izraelském království, kde kázal proti odpadu od víry a proti upadlé morálce národa. Hrozil blížícím se soudem v podobě asyrského vpádu a zničení národa. Tato hrozba se naplnila při zničení Samaří v roce 722 př. n. l.

## Ozeášovo manželství
Jedinou biografickou zprávou, kterou nám kniha Ozeáš zanechává, je jeho manželství, popisované v prvních třech kapitolách. Bohužel není jasné, nakolik se jedná o alegorii a nakolik o skutečnost. Pro alegorii hovoří značná symbolika jednání, pro skutečnost naopak fakt, že jednání proroků v této době (nejen v Izraeli) je velmi často silně symbolické, a to až do extrému.
Ozeáš dostal od Boha příkaz, aby se oženil s prostitutkou a ze smilstva měl děti. Když se mu narodily, dostaly symbolická jména: syn Jizreel (pro Izrael osudová pláň) a dcery Lórucháma („neomilostněná“) a Lóamí („ne-můj-lid“). Všechna tato jména vyjadřují zavržení Božího lidu pro jeho nevěru a zkaženost.
Z textu není jasné, zda se jednalo o prostitutku (kultickou), či zda se z jeho ženy stala prostitutka až po svatbě, během manželství. Téměř jisté je, že se jedná o prostitutku chrámovou – její hřích není ani tak prostituce samotná, jako to, že slouží kultu cizích bohů. Ozeáš je tak obrazem Boha, který se oženil s nevěrnou ženou — Izraelem, a nyní ji chce zapudit, na což měl podle zákona právo.
Ozeáš byl současníkem proroků Elíši a Ámose.